# La musica nel cuore - August Rush
(August Rush)
La musica nel cuore - August Rush (August Rush) è un film del 2007 diretto da Kirsten Sheridan. La pellicola racconta di un ragazzino piccolo, prodigio della musica, che fugge dall'orfanotrofio per cercare i genitori a New York. La madre, il padre ed il figlio si ritroveranno al concerto del protagonista. Il protagonista è interpretato da Freddie Highmore mentre Keri Russell e Jonathan Rhys Meyers sono madre e padre del piccolo, Terrence Howard è un assistente sociale e Robin Williams indossa i panni di un cinico chitarrista.

## Trama
A New York il ribelle ma di buon cuore chitarrista e cantante Louis e la violoncellista di talento ma anche dolce e sensibile Lyla si incontrano per caso e trascorrono insieme una notte, ma la mattina dopo la ragazza viene costretta dal padre a lasciare la città. I due non hanno modo di ritrovarsi ed il resto della loro vita sarà condizionato dal rimpianto per un amore non vissuto. A pagare il prezzo più alto è Lyla che, rimasta incinta, viene investita da un'automobile dopo l'ennesimo litigio con il padre: il bambino che aspetta viene fatto nascere e sopravvive, ma il padre di Lyla le fa credere che sia nato morto, mentre invece l'uomo lo ha affidato ai servizi sociali.
Passano gli anni. Evan, il figlio di Lyla, vive in un orfanotrofio. È un bambino con una spiccata propensione per la musica ed una grande speranza di riuscire, prima o poi, a trovare i suoi genitori e per questo alcuni ragazzi dell'orfanotrofio lo prendono in giro dicendogli che è uno sciocco. È per questi motivi che, nonostante sia circondato dall'affetto di chi nell'orfanotrofio si prende cura di lui, in particolare dell'assistente sociale Jeffries, appena ne ha l'occasione fugge. Per strada conosce Arthur, un bambino che suona la chitarra a Washington Square che lo conduce dal "Mago", un musicista strano ed ambiguo che ospita orfani e insegna loro a suonare per le strade, sfruttandoli e trattenendone parte delle mance. Il Mago intuisce il talento di Evan, gli insegna a suonare la chitarra e gli assegna il nome d'arte di "August Rush". Quando la polizia è sulle tracce di Evan, il Mago gli ordina di andarsene e di mettersi in salvo senza rivelare a nessuno la sua identità. August riesce a scappare e si rifugia in una chiesa, il cui reverendo, accortosi del suo grande talento, lo introduce alla Juilliard School. Il bambino studia con passione anche perché è convinto di poter ritrovare i suoi genitori attraverso la musica, che lui è in grado di percepire ovunque: nella natura, nelle persone e addirittura nel traffico.
Nel frattempo Lyla, da tempo trasferitasi a Chicago, scopre dal padre, ora gravemente malato, che suo figlio è vivo: corre a New York per cercare notizie, e viene aiutata da Jeffries; accetta inoltre l'invito a suonare al concerto della Juilliard. Louis invece, dopo alcuni anni trascorsi a San Francisco, ritrova i vecchi membri della band e l'unica foto di Lyla: scopre allora la sua identità, la cerca ed alla fine giunge anche lui a New York per suonare in un locale e incontra casualmente August, con il quale suona la chitarra, senza però sapere di essere davanti a suo figlio.
August/Evan dimostra molto talento, tanto che la sua musica viene scelta per essere suonata durante il concerto all'aperto della Juilliard, ma il Mago si presenta di nuovo alle prove e, facendo credere a tutti di essere suo padre, lo porta via con sé. Poco prima dello spettacolo, August cerca di allontanarsi, ma il Mago lo blocca di nuovo; a questo punto è Arthur a intervenire, colpendo il Mago con la chitarra e permettendo ad August di correre al concerto, dove il suo brano sarà eseguito per ultimo dall'orchestra da lui stesso diretta. Intanto anche Lyla va a suonare allo stesso spettacolo mentre Louis, dopo essersi esibito con la sua band in un locale poco distante, riconosce in un manifesto il nome di Lyla e si precipita anch'egli al concerto. Evan giunge appena in tempo per esibirsi davanti a migliaia di persone, e proprio in quel momento riesce a coronare il suo sogno più grande: ritrovare i suoi genitori che sono lì in prima fila.

## Riconoscimenti
- 2008 - Academy Awards
  - Nomination per la miglior canzone originale (Raise It Up)
- 2008 - Young Artist Awards
  - Premio migliore performance in un film a Leon Thomas III
  - Premio come "Best Family Feature Film (Comedy or Drama)"
  - Nomination al miglior giovane attore (Freddie Highmore)
- 2008 - Saturn Awards
  - Miglior attore emergente a Freddie Highmore

## Colonna sonora
La colonna sonora del film, August Rush: Music from the Motion Picture, comprende le tracce:
1. Main Title - Mark Mancina
2. Bach / Break - Steve Erdody, Jonathan Rhys Meyers
3. Moondance - Jonathan Rhys Meyers
4. This Time - Jonathan Rhys Meyers
5. Bari Improv - Kaki King
6. Ritual Dance - Kaki King
7. Raise It Up - Jamia Simone Nash, Impact Repertory Theater
8. Dueling Guitars - Heitor Pereira, Doug Smith
9. Something Inside - Steve Erdody, Jonathan Rhys Meyers
10. August's Rhapsody - Freddie Highmore
11. Someday - John Legend
12. King Of The Earth - John Ondrasik
13. God Bless The Child - Chris Botti, Paula Cole
14. La Bamba - Leon Thomas III
15. Moondance - Chris Botti

## Incassi
La pellicola ha esordito nelle sale statunitensi il 21 novembre 2007 con 9 milioni di dollari al primo weekend, e complessivamente ha incassato circa 66 milioni di dollari, 31 nei soli USA e 34 all'estero.